# IC 4224
IC 4224 — галактика типу Scd () у сузір'ї Діва.
Цей об'єкт міститься в оригінальній редакції індексного каталогу.